# 莫特利鎮區 (明尼蘇達州莫里森縣)
莫特利鎮區（英語：Motley Township）是位於美國明尼蘇達州莫里森縣的一個行政鎮區。

## 地方資料
莫特利鎮區的面積為41.29平方千米，當中陸地面積為40.02平方千米，而水域面積為1.27平方千米。根據2020年美國人口普查的數據，當地共有人口244人，而人口密度為每平方千米5.91人。